# 福建省政府
福建省政府是中華民國福建省形式上的最高行政機關，由行政院直接管轄，於1927年7月3日由福建省政治委員會改設而成。原設於福州市，後因國共內戰遷至臺灣；1996年1月15日遷至福建省轄內的金門縣金城鎮，但維持原精簡化之編制，並在1998年省虛級化施行後成為行政院的派出機關，喪失實施地方自治的權力。之後於2019年1月1日起“去任務化”，機關預算歸零，所有員額與業務移撥予2017年1月18日成立的行政院金馬聯合服務中心接手執行。由於省政府是憲政機關，未經修憲不得廢除，故名義上「福建省政府」名銜仍存在。

## 沿革
民國二十六年（1937年）中國抗日戰爭以前，省會在閩侯縣。民國二十七年（1938年）省會遷往永安縣（今永安市），抗戰勝利後復治林森縣（舊稱閩侯縣）。民國三十五年（1946年）1月，析出林森縣城廂區設置福州市，均位於今福建省福州市。民國三十八年（1949年）8月17日，福州被中國人民解放軍佔領，福建省政府隨著中華民國國軍從福州市遷治金門縣。民國四十五年（1956年）7月，因為金馬地區實施戰地政務，福建省政府虛級化並遷至臺灣省臺北縣新店鎮（遷離時為臺北縣新店市）辦公。民國八十一年（1992年）11月7日金馬地區戰地政務終止，福建省政府於民國八十五年（1996年）1月15日遷回金門縣辦公，但省政府維持原精簡化之編制。
2017年1月3日（民國106年），行政院訂定之《行政院金馬聯合服務中心設置要點》生效。2017年2月18日，行政院金馬聯合服務中心掛牌，並由省主席兼任中心主任，省政府秘書長兼任執行長。2018年6月28日（民國107年），行政院決定自2019年起不再編列福建省政府預算，並自2019年1月1日起實質上裁撤，不再編列員額與預算，僅依法留下省政府名稱及省主席職位。撤销前，福建省政府设第一组、第二组、第三组、人事室、主计室、政风室3组3室。
此後福建省政府無任何實體辦公場所。
|  |  |

## 組織

### 中國大陸時期
依據《省政府組織法》及《福建省政府合署辦公施行細則》，1948年3月時下設：
主席一名、秘書長一名、委員十名、顧問四名、參議九名、設計考核委員三十六名、員額約二千名。
| 福建省政府委員會                       | 福建省政府委員會                       | 福建省政府設計考核委員會               |
| 省政府各廳處局室                       | 省政府各廳處局室                       | 省政府各廳處局室                       |
| -------------------------------------- | -------------------------------------- | -------------------------------------- |
| 秘書處                                 | 民政廳                                 | 財政廳                                 |
| 教育廳                                 | 建設廳                                 | 警保處                                 |
| 田賦糧食管理處                         | 社會處                                 | 會計處                                 |
| 統計處                                 | 衛生處                                 | 地政局                                 |
| 人事室                                 | 新聞處                                 | 農業改進處                             |
| 省政府暨各廳處局附屬機關               |                                        |                                        |
| 福建省研究所                           | 福建省訓練團                           | 福建省國民體育委員會                   |
| 福建省保護耕牛特種基金保管委員會       | 福建省農田水利貸款委員會               | 福建省政府印務局                       |
| 福建省銀行                             | 省立圖書館                             | 省立科學館                             |
| 省立體育場                             | 福建省電化教育輔導處                   | 省立醫學院                             |
| 省立農學院                             | 省立師範專科學校                       | 省立各中等學校                         |
| 福建省公路局                           | 福建省水利局                           | 福建省漁業管理局                       |
| 福建省建設廳氣象所                     | 福建省建設廳地質土壤調查所             | 福建省警察訓練所                       |
| 社會處直屬省會社會服務處               | 社會處示範托兒所                       | 福建省衛生試驗所                       |
| 福建省醫療防疫大隊                     | 福建婦嬰保健院                         | 福建省立福州醫院                       |
| 福建省立廈門醫院                       | 福建省立晉江醫院                       | 福建省地政局土地測量隊                 |
| 福建省地政局土地測量隊三角測量分隊     | 福建省地政局土地測量隊戶地測量第一分隊 | 福建省地政局土地測量隊戶地測量第二分隊 |
| 福建省地政局土地測量隊戶地測量第三分隊 | 建陽縣地籍整理辦事處                   | 永安縣地籍整理辦事處                   |
| 閩清縣地籍整理辦事處                   | 廈門市地籍整理辦事處                   | 龍岩縣地籍整理辦事處                   |
| 各區行政督察專員公署兼保安司令公署     |                                        |                                        |
| 第一行政督察區專員公署                 | 第二行政督察區專員公署                 | 第三行政督察區專員公署                 |
| 第四行政督察區專員公署                 | 第五行政督察區專員公署                 | 第六行政督察區專員公署                 |
| 第七行政督察區專員公署                 | 第八行政督察區專員公署                 | 第九行政督察區專員公署                 |

### 簡化省縣組織時期
依據《簡化戰地省縣組織統一軍政事權辦法》及〈福建省暫行組織編制表〉，1956年7月時下設：
委員兼主席一名、委員兼秘書長一名、委員十一名、員額專任七十名、兼任四名，實際員額五十三名。:貳-3~4
| 福建省政府委員會                               | 福建省政府委員會 | 福建省政府委員會 | 福建省政府委員會 |
| ---------------------------------------------- | ---------------- | ---------------- | ---------------- |
| 秘書處                                         | 經濟處           | 政務處           | 軍事處           |
| 省政府派出單位                                 |                  |                  |                  |
| 閩東北行署（後改福建省第一區行政督察專員公署） |                  |                  |                  |

### 戰地政務時期
依據《福建省政府暫行組織規程》，1956年8月時下設：
主席一名、秘書長兼委員一名、委員十一名、員額二十四名，若有退休離職人員，一律不補，至1965年時僅剩十九人。:肆-3
| 福建省政府委員會 | 福建省政府委員會 | 福建省政府委員會 |
| ---------------- | ---------------- | ---------------- |
| 第一組           | 第二組           | 第三組           |

### 精省後期
依據《福建省政府組織規程》，2017年時下設：
主席一名、秘書長一名、委員一名、員額二十九名。:伍-4
| 福建省政府委員會議 | 福建省政府委員會議 | 福建省政府委員會議 | 福建省政府委員會議 | 福建省政府委員會議 | 福建省政府委員會議 |
| ------------------ | ------------------ | ------------------ | ------------------ | ------------------ | ------------------ |
| 第一組             | 第二組             | 第三組             | 人事室             | 主計室             | 政風室             |

## 歷任首長
1927年4月27日，國民政府委任福建省政府官員，並於5月1日由設立福建省政府。政府首長為「福建省政府主席」。此處僅列出政府遷臺後之歷任省主席，大陸時期的请参见福建行政长官列表。
| 職銜            | 任別   | 姓名   | 任期                          | 備註                                                   |
| --------------- | ------ | ------ | ----------------------------- | ------------------------------------------------------ |
| 福建省政府 主席 | 第7任  | 胡璉   | 1949年12月4日－1955年2月1日   | 陸軍金門防衛司令部司令官兼福建省政府主席               |
| 福建省政府 主席 | 第8任  | 戴仲玉 | 1955年2月1日－1986年5月21日   |                                                        |
| 福建省政府 主席 | 第9任  | 吳金贊 | 1986年5月21日－1998年2月10日  | 第一屆第四次增額立法委員兼福建省政府主席               |
| 福建省政府 主席 | 第10任 | 顏忠誠 | 1998年2月10日－2007年5月21日  | 曾任陸軍金門防衛司令部司令官、陸軍副總司令             |
| 福建省政府 主席 | 代理   | 楊誠璽 | 2007年5月21日－2007年11月28日 | 福建省政府第一組組長代理福建省政府主席                 |
| 福建省政府 主席 | 第11任 | 陳景峻 | 2007年11月28日－2008年5月20日 | 行政院秘書長兼福建省政府主席，首位民進黨籍             |
| 福建省政府 主席 | 第12任 | 薛香川 | 2008年5月20日－2009年9月10日  | 行政院秘書長兼福建省政府主席                           |
| 福建省政府 主席 | 第13任 | 薛承泰 | 2009年9月10日－2013年2月7日   | 行政院政務委員兼福建省政府主席                         |
| 福建省政府 主席 | 第14任 | 陳士魁 | 2013年2月18日－2013年8月1日   | 行政院政務委員兼福建省政府主席                         |
| 福建省政府 主席 | 第15任 | 羅瑩雪 | 2013年8月1日－2013年9月29日   | 行政院政務委員兼蒙藏委員會委員長兼福建省政府主席       |
| 福建省政府 主席 | 第16任 | 薛琦   | 2013年9月30日－2014年3月25日  | 行政院政務委員兼福建省政府主席                         |
| 福建省政府 主席 | 第17任 | 鄧振中 | 2014年3月25日－2014年12月8日  | 行政院政務委員兼福建省政府主席                         |
| 福建省政府 主席 | 第18任 | 杜紫軍 | 2014年12月8日－2016年2月1日   | 行政院政務委員兼福建省政府主席                         |
| 福建省政府 主席 | 第19任 | 林祖嘉 | 2016年2月1日－2016年5月20日   | 行政院政務委員兼福建省政府主席兼國家發展委員會主任委員 |
| 福建省政府 主席 | 第20任 | 張景森 | 2016年5月20日－2018年12月31日 | 行政院政務委員兼福建省政府主席兼金馬聯合服務中心主任   |